# Inosine monophosphate synthase
Protein sinh tổng hợp purin BURal PURH là một protein được mã hóa bởi gen ATIC ở người.
ATIC mã hóa một enzyme tạo ra inosine monophosphate từ aminoimidazole carboxamide ribonucleotide.
Protein này có hai chức năng:
- EC 2.1.2.3 - 5-aminoimidazole-4-carboxamide ribonucleotide formyltransferase
- EC 3.5.4.10 - IMP cyclohydrolase